# Marumba saishiuana
Marumba saishiuana là một loài bướm đêm thuộc họ Sphingidae. Loài này có ở tây nam Trung Quốc, miền nam Hàn Quốc, Nhật Bản (đảo Tsushima), miền bắc Thái Lan, miền bắc Việt Nam và Đài Loan.
Sải cánh dài 75–85 mm. Con trưởng thành bay từ tháng 5 đến tháng 7 ở Triều Tiên.

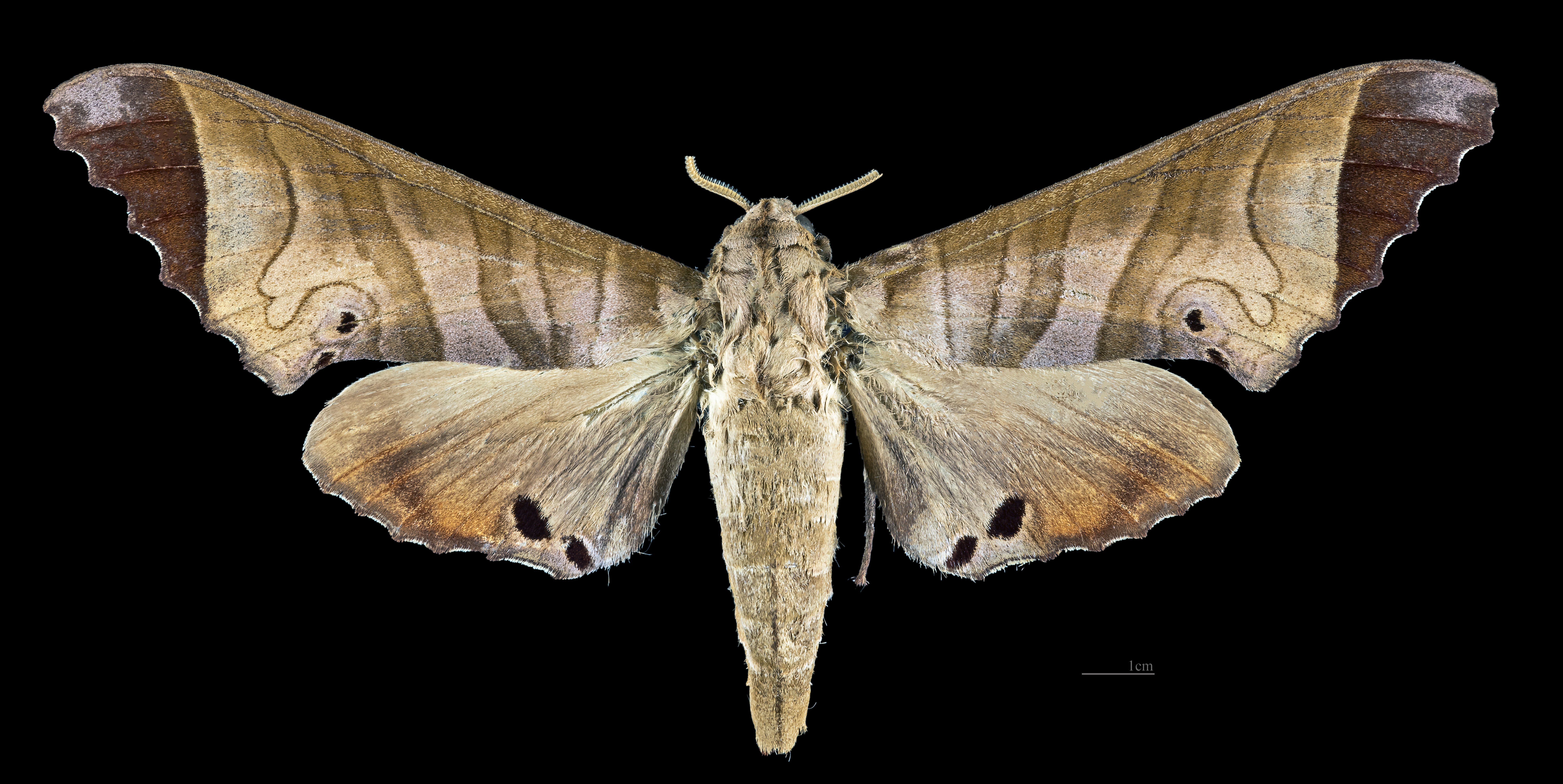
Marumba saishiuana  ♀
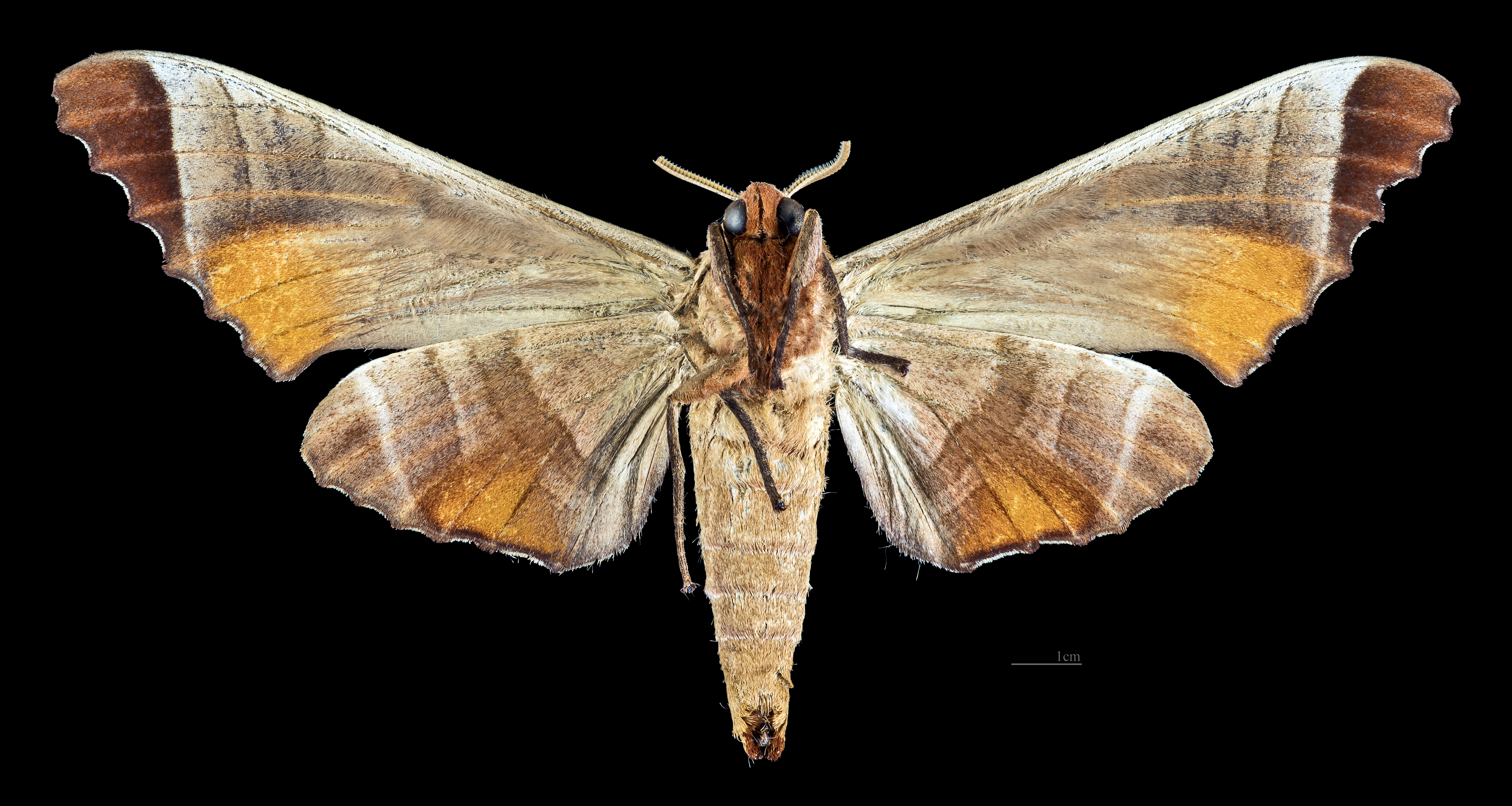
Marumba saishiuana ♀ △

## Phụ loài
- Marumba saishiuana saishiuana (tây nam China, miền nam Hàn Quốc, Nhật Bản (đảo Tsushima), miền bắc Thái Lan và miền bắc Việt Nam)[2]
- Marumba saishiuana formosana Matsumura, 1927 (Đài Loan)[3]